# Vladimir Parfenok
Vladimir Petrovič Parfenok (1958 – 14. ledna 2024) byl běloruský fotograf, kurátor výstavních projektů, vedoucí galerie vizuálního umění "NOVA". Žil a pracoval v Minsku, kreativní fotografii se věnoval od poloviny 80. let 20. století.

## Životopis
Vystudoval fotografii v ateliéru Valerije Lobka. Účastnil se řady výstavních projektů v Bělorusku i v zahraničí, byl tvůrcem a kurátorem projektů galerie NOVA. Ve fotografii byl zastáncem analogových technologií a ručního tisku.
Na konci svého života pracoval v Centru současného umění.
Vladimir Parfenok zemřel někdy v období 12.-14. ledna 2024.

## Výstavy
Osobní výstavní projekty:
- Lucida momenta. Galerie "Fotografisk Galleri". Kodaň (Dánsko), 1995
- Lucida momenta. Galerie "Foto Medium Art". Vratislav (Polsko), 1995
- Lucida momenta. Umělecká galerie "Klodzki Osrodek Kultury". Kladsko (Polsko), 1996
- Lucida momenta. Státní muzeum umění. V rámci druhého mezinárodního plenéru Chagall. Vitebsk (Bělorusko), 1997
- Vladimir Parfenok. Fotografie. V rámci „Backlight“ - pátého mezinárodního fotografického trienále. Centrum pro fotografii "Nykyaika". Tampere (Finsko), 1999
- Nespolehlivá fakta z místa činu. "M-galerie" Goethova institutu. Minsk, 2002

Skupinové výstavní projekty:

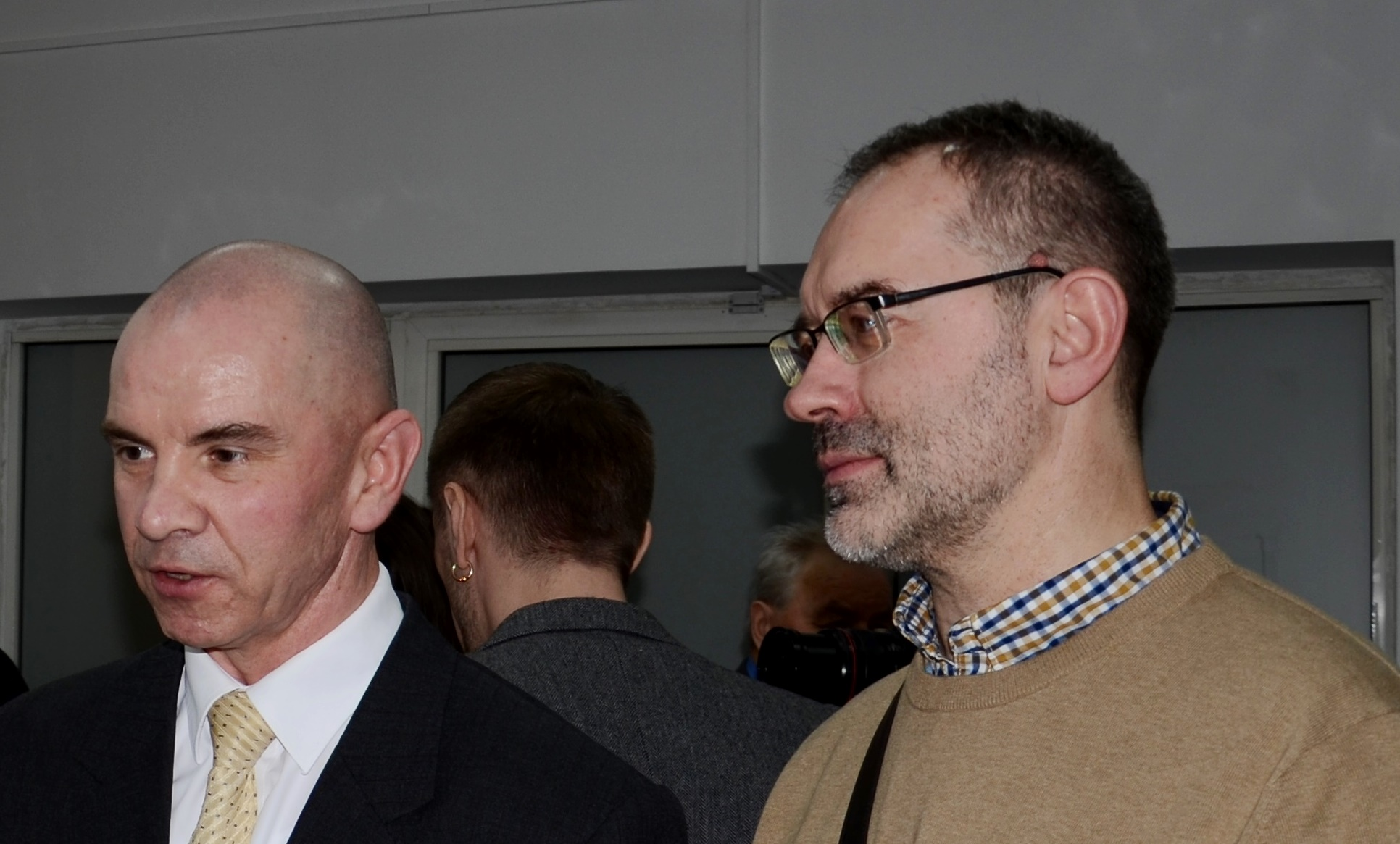
Igor Savčenko a Vladimir Parfenok během zahájení projektu „Logos“ Konstantina Selichanova. Minsk, 6. března 2014, Galerie současného umění “J”

- Pachatak / Začátek. "Domácí kino". Minsk, 1988
- Nová sovětská fotografie (New Soviet Photography). Odense (Dánsko) - Stockholm (Švédsko) - Helsinky (Finsko), 1988-1990
- Běloruská fotografická avantgarda. Kino centrum Moskva, 1990
- SSSR-FOTO. Fotografové z Minsku. Fotografická galerie. Kodaň (Dánsko), 1990
- Eroosio / Erosion (Eroze). Konceptuální sovětské umění a fotografie 80. let. Muzeum umění Amose Andersona. Helsinky, 1990
- Současná fotografie ze SSSR (Contemporary Photography from the USSR). New York (USA), 1990
- „Nová vlna“ ve fotografii Ruska a Běloruska. Kino centrum Moskva, 1991
- Ve stínu Nagasaki. Výstava děl ze sbírky Muzea fotografického umění v Odense. Museet pro Fotokunst Brandts Klaedefabrik. Odense (Dánsko), 1991
- Fotomanifest: Současná fotografie v SSSR (Fotomanifest. Současná fotografie v SSSR). Z Běloruska se výstavy zúčastnili: Igor Savčenko, Galina Moskaleva, Vladimir Šachlevič, Vladimir Parfenok, Sergej Kožemjakin, Valerij Lobko, Vadim Kachan, Ivan Petrovič, Gennadij Slobodskij, Elena Muljukina, Alexander Sinjak, Sergej Kovalev, Gennadij Rodikov, Sergej Suchovicin, Alexej Pavljut, Alexej Iljin. Muzeum pro současné umění. Baltimore (USA), 1991
- Photo Manifesto: Photography of Perestrojka. Galerie výtvarného umění. Univerzita dlouhého ostrova - Avram rodinná galerie. New York, 1991[3]
- Aspekty současné sovětské fotografie. Galerie umění. Univerzita v Dartmouthu. North Dartmouth (USA), 1991
- East European Photography. Výstavní síň kodaňské radnice (Dánsko), 1991
- Fotomanifest: Současná fotografie v bývalém SSSR. V rámci festivalu FOTOFEST'92. George P. Brown Convention Centre. Houston (USA), 1992
- Současná běloruská fotografie. Varšava (Muzeum nezávislosti) - Krakov - Wroclaw - Bialystok (Polsko), 1993
- Tři z Minsku (Tři z Minsku: Valerij Lobko, Viktor Žuravkov a Vladimir Parfenok). Gotlands Konstmuseum. Visby (Švédsko), 1993
- Umění moderní fotografie. Rusko. Ukrajina. Bělorusko. Ústřední dům umělců. Moskva, 1994
- Památky a paměť: Úvahy o bývalém Sovětském svazu (Památky a paměť. Úvahy o bývalém Sovětském svazu). Galerie současného umění. Univerzita Sacred Heart. Fairfield (Connecticut, USA). — Galerie Akus. Státní univerzita ve východním Connecticutu. Willimantic (Connecticut, USA), 1994
- Nowa Fotografia Bialoruska (Nová běloruská fotografie). Panstwowa galerie sztuki. Sopoty (Polsko), 1994
- Fotografie z Minsku (Fotografie z Minsku). IFA-Gallerie Friedrichstrasse. Berlín (Německo), 1994
- Sequenda (Igor Zasimovič - sochařství, Konstantin Selikhanov - sochařství, Vladimir Parfenok - fotografie). Galerie "Šestý řádek". Minsk, 1995
- Gravitační pole. Umělci proti AIDS. Palác umění. Minsk, 1996
- Autoportrét toho druhého. Galerie výtvarného umění "NOVA". Minsk, 1996
- Fotograf a slovo. Galerie výtvarného umění "NOVA". Minsk, 1997
- Uzavřená kniha. Objekty, grafika, fotografie (Konstantin Selikhanov, Taťána Radivilko, Vladimir Parfenok). Galerie výtvarného umění "NOVA". Minsk, 1998
- Pohostinství: Umění výměny / Pohostinství. Umění sdílet. Německo-běloruský výstavní projekt (malba, objekty, instalace, fotografie, happeningy). Galerie výtvarného umění "NOVA". Výstavní síň Národní knihovny Běloruska. Minsk, 1998
- Photographie (Fotografie). Výstava prací kolegů z Nadace KulturKontakt (Rakousko). Kunsthaus. Horn (Rakousko), 1998
- Tam a potom. Projekt skupinové výstavy. Galerie výtvarného umění "NOVA". Minsk, 1999
- Krajina těla je tělem krajiny. Skupinová výstava z cyklu „Aspekty současné běloruské fotografie“. Galerie výtvarného umění "NOVA". Minsk, 2000
- Fotografie „rozhodujícího okamžiku“: běloruská verze. Skupinová výstava z cyklu „Aspekty současné běloruské fotografie“. Galerie výtvarného umění "NOVA". Minsk, 2000
- Soukromá historie týmu. Skupinová výstava z cyklu „Aspekty současné běloruské fotografie“. Galerie výtvarného umění "NOVA". Minsk, 2001
- Dach. Výstava běloruského umění. Kunsthaus "Tacheles". Berlín, 2001
- Zrcadlový sál. Varianty portrétu. Výstava děl ze sbírky Muzea fotografického umění v Odense. Museet pro Fotokunst Brandts Klaedefabrik. Odense (Dánsko), 2001
- Body Is Required. VI. výstava děl ze stálé sbírky Muzea fotografického umění v Odense. Museet pro Fotokunst Brandts Klaedefabrik. Odense (Dánsko), 2002

## Publikace
- T. Eskola & H. Eerikainen. Toisinnakiat. Vydavatel: SN-Kirjiat Publishing. Helsinky (Finsko). 1988. ISBN 951-615-707-6
- Eroosio / Eroze. 1980-luvun kasitteelista kuvataidetta a valokuva Neuvostoliitosta. Střih: Kimmo Sarje. Vydavatel: Amos Anderson Publishing. Helsinky (Finsko). 1990
- Fotomanifest: Současná fotografie v SSSR. Střih: Walker, Ursitti & McGinniss. Vydavatel: Stewart, Tabori & Chang. 1991. New York, USA). ISBN 1-55670-199-3
- Nejlepší z grafů. Foto, část II. Vydavatel: One Page Publishing. Švýcarsko. ISBN 981-00-4769-X
- Publikace v časopise „Mastatstva“ (Ruské umění). Více než 10 publikací v letech 1993 až 2001. Minsk (Bělorusko)[4]
- „Historie s fotografií“, Výroční almanach volné kreativity „Monolog“, č. 9, 2005.[5]